# ایست پرو (آیووا)
ایست پرو (به انگلیسی: East Peru) شهری در ایالت آیووا کشور ایالات متحده آمریکا است که جمعیت آن در سرشماری سال ۲۰۱۰ میلادی، ۱۲۵ نفر بوده‌است.